# Kindertotenlieder
I Kindertotenlieder (in italiano Canti per i bambini morti) sono un ciclo di cinque Lieder per voce e orchestra composto da Gustav Mahler fra il 1901 e il 1904 musicando delle poesie di Friedrich Rückert.

## Storia
Il 1901 fu un anno cruciale nella vita di Mahler per molteplici motivi. Completata la sua Quarta sinfonia, la cui prima era prevista per novembre, aveva appena iniziato la revisione della partitura quando una violenta emorragia lo costrinse ad affrontare un intervento chirurgico e a sospendere la sua attività per diverse settimane. Nell'estate, nella sua nuova casa di Maiernigg, ritrovò una grande serenità nella natura e riprese una grande attività creativa. Rientrato a Vienna a novembre incontrò la giovane Alma Schindler che diventerà sua moglie l'anno seguente.
Musicalmente fu un anno di grande maturazione artistica; attuò una svolta con la Quinta sinfonia non utilizzando più la voce nella partitura; contemporaneamente si allontanò dal mondo del canto popolare di Des Knaben Wunderhorn per interessarsi alla più alta poesia di Friedrich Rückert di cui il musicista aveva apprezzato il raffinato lirismo; il poeta fu ispiratore di una prima raccolta di lieder, i Rückert-Lieder. Subito dopo il musicista iniziò la composizione di una nuova raccolta di cinque lieder su poesie che Rückert aveva scritto in seguito alla tragica scomparsa di due dei suoi figli, i Kindertotenlieder. I primi tre brani furono scritti da Mahler nel giugno 1901 e gli ultimi due nell'estate del 1904. Stranamente egli si dedicò a questa composizione in un momento della sua vita in cui era sereno nella tranquillità della natura idilliaca di Maiernigg; sembrerebbe quasi che egli avesse avuto una premonizione di quanto sarebbe poi accaduto nel 1907 con la morte della figlia maggiore Maria. Quando terminò i lieder, la loro pubblicazione nel 1905 suscitò tensione fra il musicista e la moglie, genitori di due bambine; Alma accusò il marito di voler provocare il destino. Il compositore affermò di essersi calato nei panni di chi aveva perduto un figlio, ma che non sarebbe stato certo in grado di scrivere nulla se gli fosse successa una simile tragedia.
I Kindertotenlieder furono eseguiti per la prima volta il 29 gennaio 1905 a Vienna alla Großer Musikvereinsaal con l'interpretazione del baritono Friederich Weidemann e la direzione orchestrale del compositore.

## Struttura e analisi

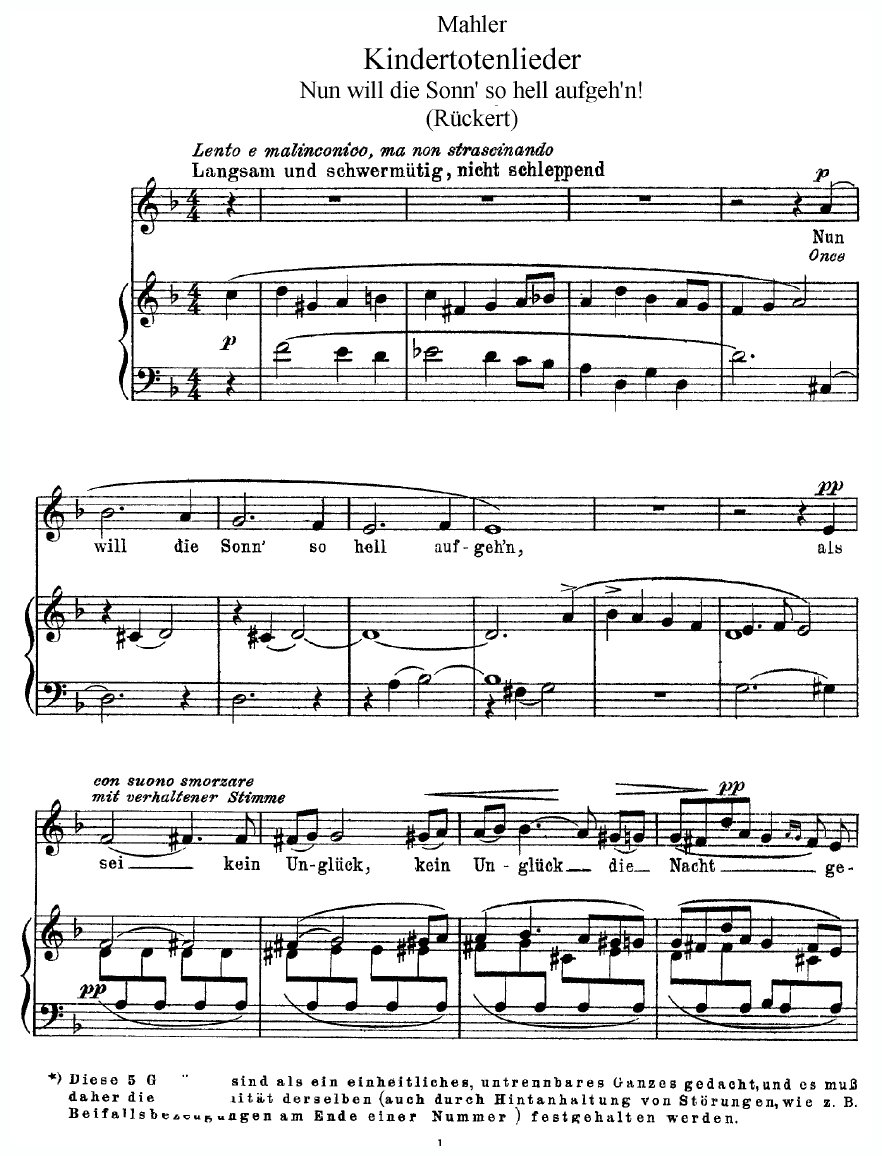
Pagina iniziale del primo lied

I Kindertotenlieder sono stati scritti da Mahler pensando a un unico ciclo da eseguirsi tutto insieme, senza interruzioni proprio per l'argomento struggente e di grande impatto emotivo. Sulla partitura il compositore ribadì la cosa scrivendo: "Questi cinque lieder formano un tutto unico e indivisibile. Per questa ragione la continuità deve essere mantenuta (impedendo le interruzioni e in particolare gli applausi alla fine di ogni singolo brano)".
- 1. Nun will die Sonn' so hell aufgehn! (Ora il sole sorgerà così splendente!), Langsam und schwermütig, nicht schleppend (Re minore)

Il brano, eseguito in modo lento e malinconico, esprime l'impossibilità di credere che, dopo dei fatti così terribili, il sole possa ancora sorgere e risplendere. La profonda disperazione è riproposta nella musica spoglia e quasi lugubre. L'unico momento di tensione emotiva più appassionata si trova nella parte finale caratterizzata dall'indicazione forte sottolineata dall'intervento dei violini.
- 2. Nun seh' ich wohl, warum so dunkle Flammen (Ora capisco perché tali fiamme oscure), Ruhig, nicht schleppend (Do minore)

Il poeta si rivolge ai figli rievocando i loro occhi che ormai splenderanno come stelle nel cielo; egli non sapeva ancora che il loro sguardo, che mandava fiamme oscure, era volto là dove ogni luce nasce. In questo lied la cantabilità è più evidente e la melodia, struggente per le aspettative inesaudite, è sorretta da un continuo uso di ritardi che accentuano il senso di afflizione.
- 3. Wenn dein Mütterlein (Quando la tua mammina), Schwer, dumpf (Do minore)

La tristezza più profonda viene toccata nel terzo lied. Quando la mamma entra nella stanza dei figli lo sguardo del poeta non è rivolto verso di lei, ma dove stava il caro visetto del bambino. L'incedere della madre, indicato da un "grave, monotono", è narrato in modo dolente da una cantilena sostenuta dai soli violoncelli. 
- 4. Oft denk' ich, sie sind nur ausgegangen (Spesso penso che siano appena usciti), Ruhig bewegt, ohne zu eilen (Mi bemolle minore)

Il quarto brano, con indicazione "tranquillo con moto, senza fretta", rievoca i bambini che escono per una passeggiata su una altura vicina da cui non faranno più ritorno. L'orchestra sembra iniziare serenamente la narrazione utilizzando una tonalità maggiore, subito repressa dal Re minore della parte cantata che riporta al clima dolente della raccolta.
- 5. In diesem Wetter, in diesem Braus (In questo tempo, in questa bufera), Mit ruhelos schmerzvollem Ausdruck (Re minore)

L'ultimo lied, "inquieto, con espressione dolorosa", è il più drammatico del ciclo e anche il più variato musicalmente. La tempesta narrata è in realtà un tragico clima psicologico segnato nella partitura dall'ostinato dei violoncelli e dei contrabbassi. Nessun temporale può più spaventare i bambini, essi ormai riposano nel sereno dell'eternità. Dall'iniziale disorientamento del poeta allo scatenarsi della tempesta, dopo l'unico fortissimo di tutto il brano, la vocalià va man mano quietandosi per terminare in modo consolatorio, quasi una ninna nanna struggente e rasserenante riportata dalla partitura in una finale tonalità maggiore.
Mahler dirigeva spesso i Kindertotenlieder da lui molto amati e vissuti in prima persona con intensa sofferenza; in questa composizione raggiunse infatti, con la sua sensibilità, vette di grande poesia.
Diversamente che in altri suoi lavori, qui i mezzi musicali sono usati con parsimonia e la struttura tonale risulta indicativa dell'intimità dolente dei brani; Mahler usa infatti solo tonalità minori. La padronanza della timbrica strumentale, utilizzata in modo geniale nella sua espressività, privilegia spesso i toni gravi, a volte lamentosi, affidandosi sovente all'impiego di timbri puri e creando in tal modo momenti di alta suggestione.

## Organico
Soprano o baritono. Orchestra composta da: ottavino, due flauti, due oboi, corno inglese, due clarinetti, clarinetto basso, due fagotti, controfagotto, quattro corni, timpani, tam-tam, campanelli, celesta, arpa, archi

## Citazioni letterarie
Nel suo romanzo Non dire notte, lo scrittore israeliano Amos Oz cita più volte i Kindertotenlieder: «Una volta, a Città del Messico, durante un festival di musica moderna, gli capitò di sentire due diverse esecuzioni dei Kindertotenlieder, una con un virile baritono e accompagnamento di pianoforte e l'altra per voce bassa femminile, forse un contralto, intrisa di nostalgia pura, calma, rassegnata». E ancora: «Uno di questi pezzi di Mahler, Quando tua madre, fa venire i brividi, la musica per i bambini morti. E' come se ti entrasse dentro attraverso la pelle, non le orecchie. I capelli, persino».